# الاصلاب (حبيش)

تعديل مصدري - تعديل

الاصلاب محلة تابعة لقرية الجحار، التابعة لعزلة وادي المعقاب بمديرية حبيش إحدى مديريات محافظة إب في الجمهورية اليمنية، بلغ تعداد سكانها 144 حسب تعداد اليمن لعام 2004.